# Joan Murrell Owens
Joan Murrell Owens (1933-2011) es va enamorar del mar en els viatges de pesca que feia amb la seva família. Volia estudiar biologia marina, però a la universitat que la va becar no s'hi oferien aquests estudis. Va treballar de professora amb nens en hospitals, mentre dissenyava un programa perquè estudiants amb dificultats educatives aprenguessin anglès.
Als 30 anys va matricular-se novament a la universitat i va crear el seu propi programa d'estudis centrat en la biologia, la zoologia i la geologia. Llavors va dur a terme recerca sobre mostres recollides d'una expedició científica al fons marí de 1880.
Entre les seves aportacions, hi ha el descobriment d'un nou gènere de corall, Rohombopsammia, així com tres noves espècies de coralls botó: Rohombopsammia squiresi, Rohombopsammia niphada i Letpsammia franki.